# Moldavie (région historique)
Pour les articles homonymes, voir Moldavie (homonymie).
1359
Entités précédentes :
- Duchés roumains vassaux de la Hongrie et de la Ruthénie

Entités suivantes :
- Roumanie (ouest), empire d'Autriche (nord-ouest) et Empire russe (est)

La Moldavie (en roumain médiéval цαрα Мoлδoϐєі (Țara Moldovei), en roumain moderne Moldova, en slavon d'église землѧ Молдавскаѧ (zemliïa Moldavskaïa), en russe Молдавия (Moldavia),,,) est une région historique et géographique de l’Europe, correspondant à l’ancienne principauté de Moldavie (86 783 km2) partagée actuellement entre la Roumanie (qui en possède 35 806 km2 soit 46 % de l’ancienne principauté avec 4 700 000 habitants, Moldaves d’origine locale à 98 %), la république de Moldavie (qui en possède 29 680 km2 soit 36 % de l’ancienne principauté avec 2 682 000 habitants, d’origine locale à 78 % soit 2 092 000 personnes) et l’Ukraine (qui en possède 21 297 km2 soit 18 % de l’ancienne principauté avec 372 000 moldaves soit 11 % de la population des régions de Bucovine septentrionale et de Bessarabie du sud et 0,8 % de la population de l’Ukraine).
Aujourd'hui, la partie orientale de la Moldavie historique est partagée entre la république de Moldavie et l'Ukraine, qui comprend au Nord les territoires de Hotin et de Herța (dans l'oblast de Tchernivtsi) et au sud une région littorale limitrophe des bouches du Danube et de la mer Noire (dans l'oblast d'Odessa). La partie occidentale de la Moldavie historique appartient à la Roumanie. Sa partie septentrionale, la Bucovine, est partagée entre la Roumanie au sud (dans le județ de Suceava) et l'Ukraine au nord (dans l'oblast de Tchernivtsi).
Aujourd'hui, 56 % des Moldaves vivent sur 46 % du territoire de l’ancienne Moldavie (en Roumanie) et 44 % vivent sur 54 % du territoire de l’ancienne Moldavie (en république de Moldavie et en Ukraine où ils sont mélangés à des colons russes et autres venus ici depuis 1812 et surtout depuis 1945, et à leurs descendants).
La Moldavie occidentale roumaine (correspondant à huit județe) ne doit pas être confondue avec la région de développement Nord-Est de la Roumanie, qui n’occupe que six județe (les deux les plus méridionaux faisant partie de la région de développement Sud-Est).

## Diverses appellations pour une même région

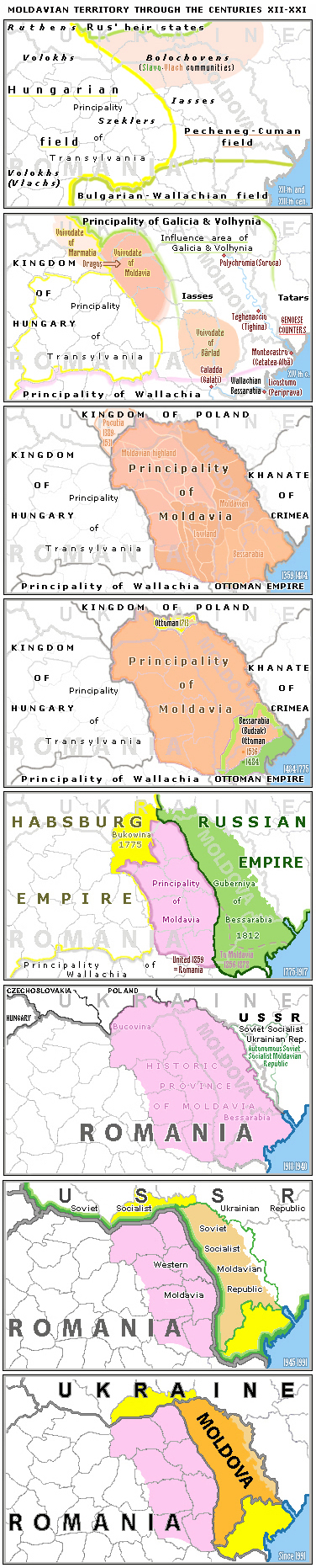
Évolution diachronique du territoire moldave du XIIe siècle au XXIe siècle.

Le pays moldave a été habité dans l’Antiquité par les Daces : les protochronistes affirment que son nom dériverait des mots daces molta (beaucoup) ou molo (boue) et dava (cité). On a aussi avancé sans sources que l’origine du nom serait le mot molift ou molid désignant en roumain l’épicéa. Enfin, il existe une légende médiévale qui raconte que le voïvode Dragoș, fondateur de l’État moldave, aurait eu une chienne nommée Molda qui se serait noyée dans la rivière, désormais appelée Moldova, ainsi que le pays.
L’hypothèse sur laquelle s’accordent les historiens et les linguistes est que le nom « Moldova » de la rivière et de la principauté, fondée sur ses rives par le prince Dragoș venu du Maramureș voisin, dérive de l’ancien germanique Mulda qui signifie « creux », « mine », ce qui est aussi le sens du nom roumain Baia, nom de la capitale de Dragoș. On sait que des mines y étaient exploitées par des maîtres extracteurs allemands, et l’on retrouve Mulda en Saxe et en Bohême. Les noms historiques du pays sont Moldova en roumain, Moldva en magyar, Moldavie en français, Moldau en allemand et Moldavia dans plusieurs langues telles que l’anglais ou l’espagnol. Toutefois, des néologismes sont apparus depuis l’indépendance de la république de Moldavie voisine, pour désigner cet État, dont le nom officiel est également Moldova, mais que les Allemands appellent désormais Moldawien tandis que les anglophones et l’ONU utilisent Moldova tel quel, sans le traduire. En français, depuis la « directive Juppé », Moldavie et Moldova peuvent être également usités.
Mais par le passé, la principauté a aussi été nommée Valachie orientale, Bogdano-Valachie et même Bogdanie d’après le nom du voïvode Bogdan. Une valachie est en ancien français (et dans les autres langues européennes : Walachei, Wallachia, Vlachföld, Valachia…) un duché roumanophone ; la Valachie intérieure était la Transylvanie (intérieure au royaume hongrois) et l’Hongro-Valachie ou Valachie extérieure était la Valachie (située au sud-est et à l’extérieur de la Hongrie), principauté elle-même divisée en Grande-Valachie (Munténie) et Petite-Valachie (Olténie). Le nom de Valaques désignait à l’étranger les populations à parler roman dans ces régions, jusqu’à ce qu’Émile Ollivier et Élisée Reclus proposent avec succès le nom de Roumains, tiré de Români, lui-même attesté par écrit comme endonyme depuis le XVIe siècle. D’autres appellations de la même famille sont la Valachie morave (ancien district de bergers roumanophones dans l’est de l’actuelle République tchèque), la Morlaquie et la Valachia meridionalis sive graeca (pays des Aroumains dans l’actuelle Macédoine).
À partir du XVe siècle, la Moldavie est divisée en Țara de Sus (« Haut-Pays »), comprenant la future Bucovine, et Țara de Jos (« Bas-Pays »). Les capitales du pays ont été successivement Baia et Siret au XIVe siècle, Suceava et Iași au XVIe siècle. En 1484, les Turcs s’emparent des rivages danubiens et maritimes de la Moldavie, nommés Bessarabie depuis que les voïvodes Basarab de Valachie en avaient chassé les tatars en 1328. Lorsqu’en 1812 la Russie annexe la moitié orientale de la Moldavie entre Prut et Dniestr, les gouverneurs russes utilisent ce nom de Bessarabie pour désigner l’ensemble du territoire annexé, aujourd’hui partagé entre l’Ukraine et la république de Moldavie.

## Géographie

La principauté de Moldavie à la veille de l’invasion ottomane (1483).

La région de Moldavie, définie par le territoire de la Moldavie historique du XVe siècle, était limitée :
- à l’ouest par les Carpates orientales avec la Transylvanie ;
- au nord et à l’est par le fleuve Dniestr et son affluent la rivière Ceremuș, avec les régions historiques ukrainiennes de Galicie, Podolie et Yedisan, ayant, à l’époque de la Principauté, appartenu à la Pologne, à la Lituanie et aux Tatars de Crimée puis aux Ottomans ;
- au sud-est par le bas-Danube et la mer Noire (où elle possédait l’île des Serpents) ;
- au sud-ouest par les rivières Siret et Milcov avec la Valachie.

Les capitales du pays ont été successivement Baia et Siret au XIVe siècle, Suceava et Iași au XVIe siècle. Les voïvodes ont élevé les citadelles défensives de Suceava, Hotin, Soroca, Orhei, Tighina et Cetatea Albă que l'on peut encore voir aujourd'hui.
À partir du XVe siècle, la Moldavie est divisée en : Țara de sus (le Haut-Pays : ținuturi (județe) de Cernăuți, Câmpulung, Suceava, Neamț, Roman, Cotnari, Dorohoi, Hârlău, Iași, Hotin, Soroca, Orhei et Lăpușna), et Țara de jos (le Bas-Pays : districts de Bacău, Putna, Vaslui, Tutova, Tecuci, Fălciu, Covurlui, Tigheciu, Tighina, Chilia et Cetatea-Albă).
La Moldavie a perdu successivement :
- ses ports danubiens et maritimes en 1484 face aux Turcs ottomans;
- le quart sud-est de son territoire avec Tighina (Bender) en 1538, également face aux Turcs qui y ont installé des Tatars et appelèrent cette région Bucak (la « Marche ») ;
- le județ de Hotin en 1713, toujours au profit des Ottomans ;
- le quart nord-ouest de son territoire en 1775 face aux Autrichiens, qui le nomment alors Bucovine ;
- la moitié est de son territoire en 1812 face à la Russie, qui la nomme alors Bessarabie.

Avant 1812, Bessarabie ne désignait pas toute la Moldavie orientale, mais seulement ses rivages danubiens et maritimes, appelés en turc : Bucak. Cette région côtière a d’abord fait partie de la Valachie au temps de Basarab Ier. La Moldavie a hérité de cette région après Bogdan Ier, lorsque Cetatea Albă est reprise aux Génois. Ainsi, Roman Ier portait pour la première fois le nom de « Seigneur (prince) depuis les montagnes jusqu’à la mer ».

## Gentilés

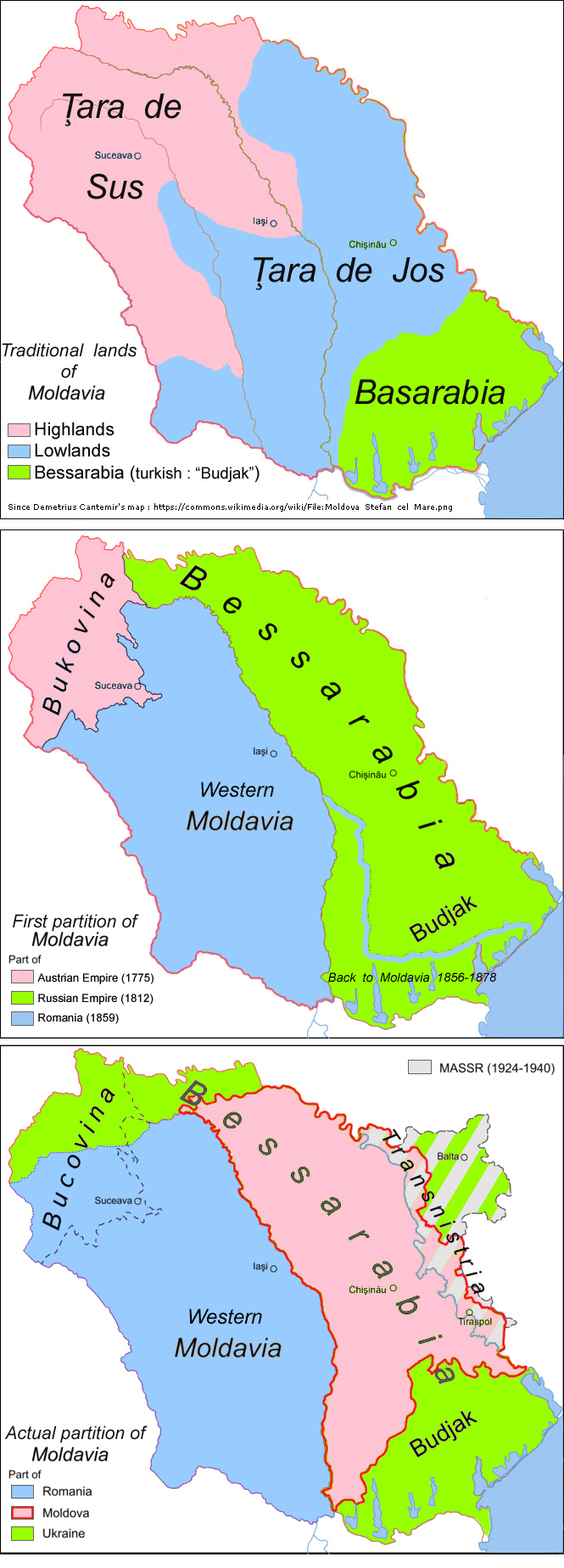
Initialement divisée en "Haut-pays", "Bas-pays" et "Bessarabie" (originelle), la Moldavie a été partagée en Bucovine autrichienne (1775), Bessarabie russe (1812) et Moldavie occidentale (unie à la Valachie pour former la Roumanie en 1859).

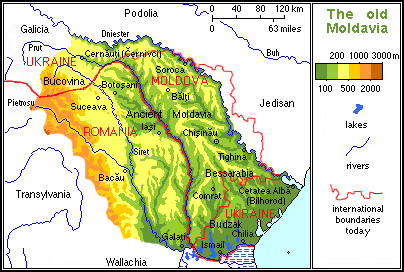
Le partage actuel de la Moldavie.

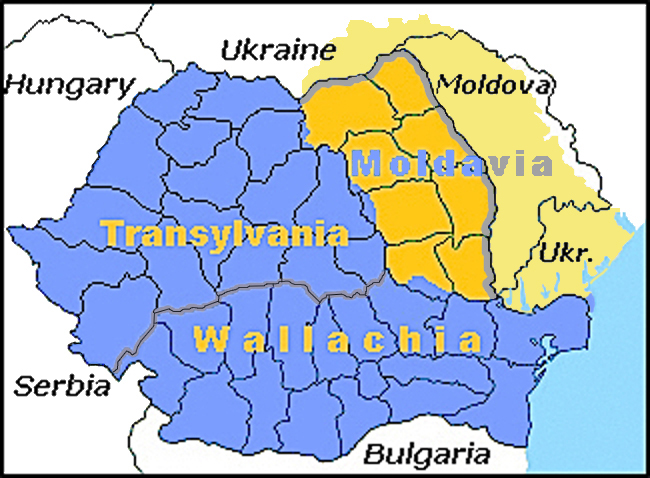
La Moldavie occidentale (en Roumanie : jaune foncé) et les territoires moldaves ex-soviétiques (en jaune pâle)
(Divisions administratives en 2016).

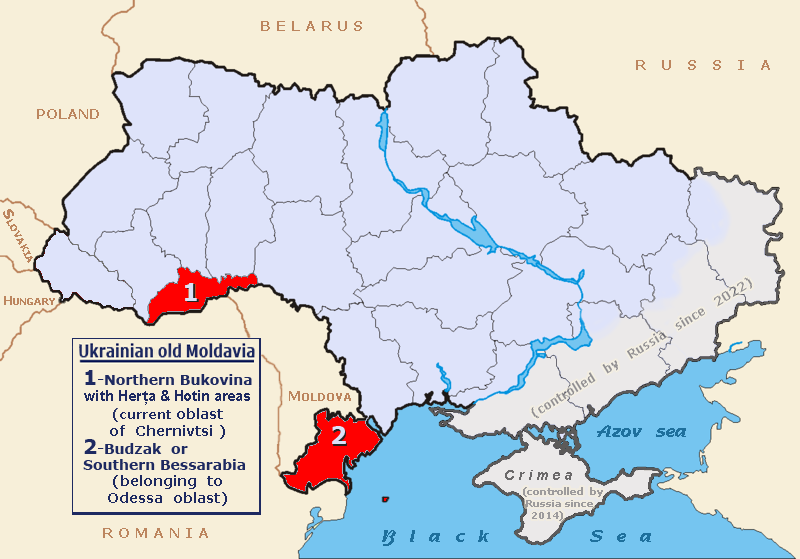
Les régions moldaves dans l'Ukraine actuelle.

Depuis le XIXe siècle, il y a une divergence politique de vues concernant le sens du gentilé « Moldave » entre les autorités politiques de la Russie, de l’URSS et des gouvernements pro-russes de la république de Moldavie d’une part, et d’autre part celles de la Roumanie, de la cour constitutionnelle moldave et des linguistes académiques spécialistes des langues romanes :
- le sens légalement défini par l’Empire russe, par l’URSS et depuis 1991 par les pays de la CEI et par la constitution moldave (article 13) fait des « Moldaves » vivant hors de Roumanie (et eux seuls) une ethnie à part avec sa propre identité nationale, langue et culture, en lui déniant son appartenance au peuple roumain et à la langue roumaine[13];
- le sens défini par la Roumanie, par son académie et par la cour constitutionnelle moldave[14] fait des « Moldaves » une appartenance géo-historique, culturelle et linguistique au sein du peuple roumain, concernant aussi bien la Moldavie roumaine que la Moldavie indépendante) et les régions anciennement moldaves de l'Ukraine, comme c’est aussi le cas des populations roumanophones de Transylvanie, du Banat, de la Dobrogée, de la Valachie et des minorités roumaines des pays voisions.

En droit constitutionnel, les habitants de la région roumaine de Moldavie peuvent se définir à la fois moldaves et roumains, tandis que les roumanophones de la république de Moldavie et d’Ukraine doivent choisir entre être moldaves ou roumains.
Les linguistes scientifiques, qui se réfèrent à la notion d’isoglosse, ne reconnaissent qu’une langue : le daco-roumain, qu’il soit nommé « roumain » en Roumanie, ou « moldave » en république de Moldavie, en Ukraine et dans les pays de la CEI qui a succédé à l'URSS. En 1994, le parlement de la république de Moldavie, où les communistes pro-russes formaient le groupe le plus important même s’il n’a pas toujours été majoritaire, a en effet, dans l’article 13 de la Constitution, défini le « Moldave » (limba moldovenească /'limba moldoven'e̯ascə/) comme une langue « différente », et ainsi nié la définition linguistique, empêchant ainsi la majorité des habitants autochtones de la république de Moldavie de développer librement leur culture par-delà les frontières de l’État, comme peuvent le faire les minorités russe, ukrainienne, bulgare ou gagaouze. Cela a créé de nombreuses difficultés politiques internes et notamment des manifestations de protestation et des procès, qui se sont apaisées depuis le 5 décembre 2013 lorsque, revenant aux termes de la déclaration d’indépendance de 1991, la Cour constitutionnelle moldave, par l’arrêt no 36 a défini le « Moldave » comme étant du « Roumain » (limba română /'limba ro'mɨnə/), de sorte qu’actuellement les deux dénominations, celle qui a la faveur des pro-russes et celle qui a la faveur des autochtones, peuvent être légalement employées.

## Populations
La population de la région se compose de :
- Moldaves roumanophones (citoyens roumains : 98 % en Moldavie roumaine ; citoyens moldaves : 69 % en république de Moldavie ; citoyens ukrainiens : 11 % dans les régions ukrainiennes anciennement moldaves) soit, pour l’ensemble de l’ancienne principauté, environ huit millions et demi d’habitants d’origine moldave sur onze. Les autres sont issus des populations installées depuis 1812 :
- Gök-Oguz ou Gagaouzes
- Bulgares
- Russes
- Ukrainiens
- Lipovènes
- Juifs
- Roms.